# 賀歲盃足球賽 (澳門)
賀歲盃足球賽（澳門）（葡萄牙語：Torneio de Futebol de Comemoração，全名：省港澳賀歲盃足球賽），是由體育局和澳門足球總會合辦，首次賽事於2023年元宵節當天舉行，並作為體育局賀歲康體活動之一。

## 背景
2023年1月19日，體育局宣佈於農曆新年期間舉辦多項賀歲康體活動，當中包括與澳門足球總會合辦 “2023省港澳-兔年賀歲盃足球賽”，於氹仔奧林匹克體育中心運動場舉行，由4支分別來自廣東省、香港及澳門當地超級足球聯賽或甲組足球聯賽的前列隊伍進行比賽，包括2支廣東省球隊廣東蜀地紅及珠海2030球隊，香港超級足球聯賽球隊東方足球隊，以及2022澳門甲組足球聯賽冠軍澳科鄒北記。賽事同時作為疫情“復常”後首個春節大型足球比賽活動。

## 參賽球隊及歷屆賽事

### 2023省港澳-兔年賀歲盃足球賽
| 隊名       | 國家／地區                         | 所屬聯賽               | 當季聯賽排名               |
| ---------- | ---------------------------------- | ---------------------- | -------------------------- |
| 澳科鄒北記 | 澳門                               | 澳門甲組足球聯賽       | 2022年賽季冠軍             |
| 東方       | 香港                               | 香港超級足球聯賽       | 2020年至2021年賽季排名第二 |
| 廣東蜀地紅 | 中国廣東省廣州市                   | 廣東省足球協會超級聯賽 | 2022-23賽季4強隊伍         |
| 珠海2030   | 中国廣東省珠海市橫琴粵澳深度合作區 | 廣東省足球協會超級聯賽 | 2022-23賽季4強隊伍         |

#### 第一場
| 2023年2月5日 14:00（UTC+8） |

| 澳科鄒北記 | 1–0         | 珠海2030 |
| ---------- | ----------- | -------- |
| 迪亞高 65' | [ 7 ] [ 8 ] |          |

| 澳門 氹仔奧林匹克體育中心運動場 |

#### 第二場
| 2023年2月5日 16:15（UTC+8） |

| 廣東蜀地紅 | 0–0         | 東方 |
| ---------- | ----------- | ---- |
|            | [ 7 ] [ 8 ] |      |
|            |             |      |
|            | 6–5         |      |

| 澳門 氹仔奧林匹克體育中心運動場 |

## 活動其他安排
2023年賽事安排中，體育局由2023年1月28日起於澳門半島望廈體育中心和氹仔奧林匹克體育中心派發門票，每人限取4張，門票不設劃位，派完即止。比賽當日還設有抽獎環節，由六家大型綜合旅遊休閒企業送出的禮品供現場市民或旅客抽獎。主辦單位亦預留少量門票於球賽當天在現場派發。

## 預算
在2023年賀歲康體系列活動中，包括「2023省港澳-兔年賀歲盃足球賽」、「新春單車行大運」、 「新春康體嘉年華」等活動，體育局指包括賀歲盃等小多項新春體育活動的預算約90多萬澳門元。

## 外部連結
- 澳門特別行政區政府體育局網站 （页面存档备份，存于）